# 가간 (식당)

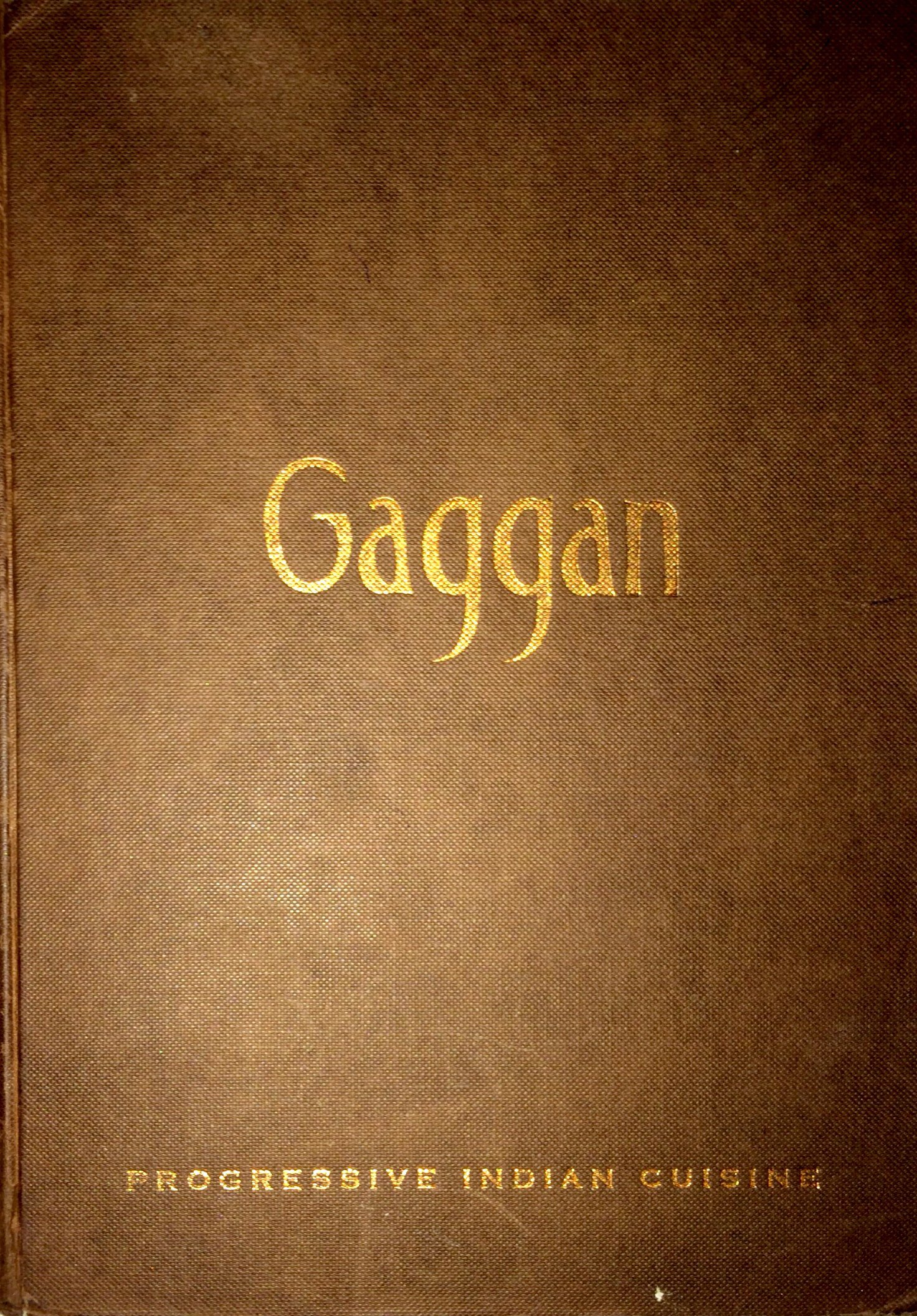

가간(Gaggan)은 인도 셰프 가간 아난드(Gaggan Anand)가 2010년부터 2019년까지 태국 방콕에서 운영한 레스토랑이다. 2015년부터 2018년까지 아시아 50대 베스트 레스토랑 중 1위, 세계 50대 베스트 레스토랑에서 전체 7위에 올랐다. 태국 미슐랭 가이드 초판에서 미쉐린 스타를 두 번 받았다.

## 역사
가간 아난드는 1996년부터 방콕에 살았고 프랑스와 일본과 같은 다른 나라의 요리와 동일한 수준의 고급 식사를 제공하는 인도 음식을 태국에 가져오고 싶었다. 2010년 아난드는 레스토랑을 수용하기 위해 개조된 19세기 타운하우스에서 가간을 열었다. 숙소가 리노베이션되는 동안 2010년 태국 정치 시위도 발생하여 아난드가 상당한 시간 동안 레스토랑을 방문하지 못했다.